# کورال، شیلی
کورال، شیلی (به اسپانیایی: Corral, Chile) یک کمون در شیلی است که در والدیویا واقع شده‌است.

## خصوصیات
کورال ۷۶۶٫۷ کیلومترمربع مساحت و ۵٬۰۸۴ نفر جمعیت دارد و ۶۱ متر بالاتر از سطح دریا واقع شده‌است.